# Cleopatra I của Ai Cập
Cleopatra I Syra (Tiếng Hy Lạp: Κλεοπάτρα Σύρα; khoảng 204 – 176 TCN) là công chúa của Đế quốc Seleukos và thông qua hôn nhân, là Nữ vương Ai Cập.

## Gia đình
Cleopatra I là con gái của Antiochus III Đại đế, Vua của Đế quốc Seleukos và Nữ vương Laodice III. Bà kết hôn với Ptolemaios V Epiphanes, Pharaoh Ai Cập, năm 193 TCN. Họ có với nhau ít nhất 3 người con:
- Ptolemaios VI sinh năm 186 TCN
- Cleopatra II sinh khoảng 187 – 185 TCN
- Ptolemaios VIII sinh khoảng 184 TCN

## Tiểu sử
Năm 197 TCN, Antiochus III đã chiếm lấy một số thành phố ở Tiểu Á trước đây dưới sự kiểm soát của Vương triều Ptolemaios (Ai Cập). Người La Mã đã hỗ trợ cho lợi ích của Ai Cập, khi họ đàm phán với nhà vua Seleukos ở Lysimachia trong năm 196 TCN. Đáp lại, Antiochus III Đại đế đã bày tỏ rằng ông sẵn sàng làm hòa với Ptolemaios V và để con gái ông Cleopatra kết hôn với Ptolemaios. Họ đã đính hôn với nhau vào năm 195 TCN và hôn nhân của họ đã diễn ra vào năm 193 TCN ở Raphia. Tại thời điểm đó Ptolemaios V khoảng 16 tuổi và Cleopatra I vừa lên 10. Sau đó, các vị vua thuộc nhà Ptolemaios của Ai Cập đã lập luận rằng Cleopatra I đã nhận được Coele-Syria như hồi môn của bà và, do đó, lãnh thổ này một lần nữa thuộc về Ai Cập. Nó không phải là rõ ràng nếu điều này là trường hợp. Tuy nhiên, trong thực tế, Coele-Syria vẫn thuộc sở hữu của Seleukos sau Trận Panium năm 198 TCN.
Ở Alexandria, Cleopatra I được gọi là "Người Syria". Là một phần của giáo phái Ptolemaios bà được vinh danh với chồng như Theoi Epiphaneis. Một hội nghị của các mục sư tổ chức tại Memphis năm 185 TCN chuyển tất cả các danh hiệu mà Ptolemaios V đã nhận được trong 196 TCN (viết trên đá Rosetta) cho vợ ông là Cleopatra I.
Năm 187 TCN, Cleopatra I được bổ nhiệm làm tể tướng sau cái chết của chồng bà năm 180 TCN, bà cai trị thay cho con trai của mình, Ptolemaios VI. Bà là Nữ vương đầu tiên cai trị Ai Cập thuộc nhà Ptolemaios.
Ngày 22 Tháng 6 năm 2010, các nhà khảo cổ phát hiện ra một đồng tiền vàng mang hình ảnh của bà tại Tel Kedesh ở Israel gần biên giới Liban. Nó đã được báo cáo là những đồng xu vàng nặng nhất và giá trị nhất từng được tìm thấy ở Israel.
Trước khi qua đời, Ptolemaios V đã lên kế hoạch tiến hành một cuộc chiến tranh chống lại Đế quốc Seleukos nhưng khi Cleopatra I cai trị, bà ngay lập tức dừng việc chuẩn bị chiến tranh chống lại người anh trai Seleukos IV Philopator. Cleopatra I mất khoảng 176 trước Công nguyên.